# Mulungu (divinité)
Cet article concerne une déité africaine. Pour les autres acceptions, voir Mulungu.
Mulungu (parfois Murungu, Mlungu, ou Zuma dans une autre variante) est le nom employé pour désigner Dieu dans plusieurs langues bantoues en Afrique de l'Est et en Afrique centrale,,,. C'est le cas dans les cultures Nyamwezi, Shambala, Kamba, Sukuma, Rufiji (en), Nyaturu et Kikuyu, entre autres. De nos jours, le terme « Mulungu » sert aussi à désigner le Dieu des chrétiens ou Allah, le Dieu de l'islam. Le mot utilisé en langue swahili, « Mungu », est une contraction du terme originel « Mulungu », qui existe dans les manuscrits en swahili jusqu'au xviiie siècle.
Dans certaines cultures bantoues, par exemple chez les Ruvu de Tanzanie, « mulungu » est aussi utilisé pour désigner les esprits de la forêt ; cette homonymie a parfois entraîné quelques confusions parmi les ethnologues et les missionnaires.

## Culture bantoue traditionnelle

### Origine, diffusion et étymologie
Le terme d'origine en proto-bantou pour désigner le Dieu tout-puissant ou le Dieu créateur est probablement Nyàmbé, venant peut-être du verbe racine -àmb-, qui signifie « commencer ». Avec la diversification des cultures bantoues, d'autres noms apparaissent, parmi lesquels « Mulungu », qui émerge dans l'ancien groupe linguistique kaskazi méridional (en) aux alentours de 6000 av. J.-C. Son étymologie est discutée. Une hypothèse est que le terme dérive de -ng-, signifiant « être rectifié », « devenir convenable » ; dans ce cas, le concept d'origine attaché à Mulungu serait que le Dieu créateur a établi l'ordre juste et bon sur le monde.

### Description
Toutes les cultures bantoues traditionnelles ont une notion de « Dieu créateur » à l'instar de celles du groupe des langues nigéro-congolaises (le groupe qui englobe les langues bantoues). Ce Créateur est habituellement décrit comme un Dieu distant, détaché des affaires humaines ; dans quelques cas, il est décrit comme une force créatrice impersonnelle, plus un primum movens qu'un Dieu,. Même lorsqu'il est décrit comme un Dieu, le Créateur ne n'intéresse pas aux Hommes, ce qui est le sujet d'un grand nombre de mythes, légendes et contes relatant comment il a quitté la Terre vers le Ciel, une conséquence de sa colère ou de son ennui face aux activités des Hommes. Un trait commun des religions bantoues est qu'il n'existe pas de prêtres ni de culte adressé directement au Créateur. Les êtres humains interagissent avec des déités mineures et les esprits qui sont plus proches des affaires terrestres et susceptibles d'y intervenir. Ces caractéristiques s'appliquent donc à Mulungu chez les Kikuyu, les Ruvu et d'autres encore. Un mythe nyamwezi concernant le départ de Mulungu de la Terre raconte qu'il fut irrité par les incendies ravageant la Terre, déclenchés par les Hommes, et qu'il demanda à l'araignée de lui tisser une toile pour lui permettre de grimper jusqu'au ciel.

## Usages modernes
Avec l'arrivée de l'islam et du christianisme, le mot « Mulungu » est adopté pour désigner le Dieu chrétien et musulman. Plus de trente traductions de la Bible en langues africaines utilisent ce terme pour se référer au « Père ». Autre exemple, Jésus-Christ est nommé  mwana wa Mulungu (« fils de Mulungu ») dans les chants religieux contemporains en langue chewa (pratiquée au Malawi). Le mot fut également utilisé dans la littérature islamique en swahili avant que le terme « Mungu » ne devienne plus commun.